# José Montilla
José Montilla i Aguilera (* 15. ledna 1955 Iznájar, Córdoba) je katalánský politik. Od listopadu 2006 do prosince 2010 byl předsedou vlády v autonomním společenství Katalánsko.
Montilla přišel do Katalánska roku 1971; účastnil se odboje proti frankismu a vstoupil do Socialistické strany Katalánska, jejímž byl v letech 2000—2011 generálním tajemníkem. Od 80. let působil v zastupitelstvu obce Cornellà de Llobregat, sněmu provincie Barcelona a ve španělské Zapaterově vládě coby ministr průmyslu, turismu a obchodu (2004–2006). Mezi jeho úspěchy patří schválení domény .cat pro stránky týkající se Katalánska či v katalánštině.